# Šagovina Cernička
Šagovina Cernička (1948-ig Šagovina) falu Horvátországban, Bród-Szávamente megyében. Közigazgatásilag Csernekhez tartozik.

## Fekvése
Bródtól légvonalban 56, közúton 66 km-re északnyugatra, Pozsegától   légvonalban 27, közúton 35 km-re nyugatra, községközpontjától légvonalban 5, közúton 8 km-re északnyugatra, a Psunj-hegység lejtőin, a Snaškosa-patak partján fekszik.

## Története
A Polje nevű lelőhelyen talált régészeti leletek szerint területén már az őskorban éltek emberek. Az újkőkor korai időszakához tartozó Starčevo-kultúra használati tárgyain kívül hulladékgödröket és földbe mélyített házak alapjait is feltárták.
Ság várát és birtokát II. András 1210-ben kelt oklevele említi először, melyben a templomosok lovagrendjét megerősíti többek között az egykor Pozsega várához tartozott Lesnissa és Racessan földjeinek birtokában és leírja e földek határait. 1464-ben egy oklevélben mint szomszédos birtokost említik a Dezsőfi nembeli Sághi Miklóst, az azonban nem világos, hogy a birtok kapta őróla a nevét, vagy ő kapta nevét a birtokról. 1476-ban Mátyás király Cserneki Istvánt erősíti meg Ság birtokában, aki Sághi Miklós más birtokait is megszerezte. Ezután Drezsniki András birtoka lett. Ő a várat és uradalmát 1528-ig birtokolta, amikor Ferdinánd király elvette tőle és Giletinci Osztrozsics Miklósnak adta. A török 1544-ben (más forrás szerint már 1536-ban) foglalta el és náhije központjává tette. A vár a törökellenes harcokban teljesen elpusztult.
A török kiűzése után a 18. század elején főként Boszniából pravoszláv vlachok és katolikus horvátok települtek ide be létrehozva Šagovinát, mely már a 18. században is két település volt. A pravoszláv település (a mai Mašićka Šagovina) a gradiskai ezredhez, a katolikus település (a mai Cernička Šagovina) pedig Pozsega vármegyéhez tartozott. Az első katonai felmérés térképén „Dorf Schagovina” néven található. Lipszky János 1808-ban Budán kiadott repertóriumában „Sagovina” néven szerepel. 
Nagy Lajos 1829-ben kiadott művében „Sagovina” néven 52 házzal, 475 katolikus vallású lakossal találjuk.
1857-ben 428, 1910-ben 778 lakosa volt. Az 1910-es népszámlálás szerint lakosságának 79%-a horvát, 11%-a ruszin, 4%-a olasz anyanyelvű volt. Pozsega vármegye Újgradiskai járásának része volt. Az első világháború után 1918-ban az új szerb-horvát-szlovén állam, majd később (1929-ben) Jugoszlávia része lett. 1948-ban a másik Šagovinától való megkülönböztetésül Csernekről a Šagovina Černička nevet kapta. 1991-től a független Horvátországhoz tartozik. 1991-ben lakosságának 97%-a horvát nemzetiségű volt. 1991 szeptemberében és októberében harcok dúltak itt a jugoszláv hadsereg és a szerb szabadcsapatok, valamint a horvát erők között. A falu végül horvát kézen maradt, de házai súlyosan megrongálódtak. 2011-ben a településnek 312 lakosa volt.

## Lakossága
| Lakosság változása | Lakosság változása | Lakosság változása | Lakosság változása | Lakosság változása | Lakosság változása | Lakosság változása | Lakosság változása | Lakosság változása | Lakosság változása | Lakosság változása | Lakosság változása | Lakosság változása | Lakosság változása | Lakosság változása | Lakosság változása |
| ------------------ | ------------------ | ------------------ | ------------------ | ------------------ | ------------------ | ------------------ | ------------------ | ------------------ | ------------------ | ------------------ | ------------------ | ------------------ | ------------------ | ------------------ | ------------------ |
| 1857               | 1869               | 1880               | 1890               | 1900               | 1910               | 1921               | 1931               | 1948               | 1953               | 1961               | 1971               | 1981               | 1991               | 2001               | 2011               |
| 428                | 418                | 447                | 458                | 498                | 778                | 497                | 546                | 564                | 550                | 548                | 476                | 378                | 354                | 358                | 312                |

(1948-ig Šagovina néven.)

## Nevezetességei
A falu közelében, másfél kilométerre északnyugatra, a Psunj-hegység déli lejtőin, egy 370 méteres, erdőkkel övezett dombtetőn, a helyiek által Gradinának hívott helyen találhatók Ság középkori várának csekély maradványai. Központi része egy 30 méteres átmérőjű dombtetőn található, melyet 6-8 méter széles és 5-6 méter mély sánc övezett. A vár építési ideje nem ismert, II. András oklevele 1210-ben már említi.
A közelben egy másik várhely is található, melyet Ilirski grad, azaz Illír várként ismernek. Ság várától egy meredek út vezet egy platóra. A helyiek által Gradanicának is nevezett régi vár belső területére az azt övező sáncon át lehet bejutni. A bejárati részt egy másik, félhold alakú sánc védte. A vár történetéről semmilyen forrás nem áll rendelkezésre.
Szent Lukács evangélista tiszteletére szentelt római katolikus kápolnája a 20. század elején épült. Az épületet 1991 szeptemberében és októberében a jugoszláv hadsereg és a szerb szabadcsapatok súlyosan megrongálták. A háború után újjáépítették.